# إطار عمل IDEAL
إطار عمل (الفكرة والتطوير والاستكشاف والتقييم والدراسة طويلة المدى) (يُشار إليه بالإنجليزية اختصارًا باسم "IDEAL") هو إطار عمل يُستخدم لوصف مراحل الابتكار في الجراحة وغيرها من الإجراءات التدخلية. والغرض من إطار عمل الفكرة والتطوير والاستكشاف والتقييم والدراسة طويلة المدى (إطار عمل IDEAL) هو تحسين جودة الأبحاث في مجال العمليات الجراحية من خلال التأكيد على الأساليب المناسبة وشفافية البيانات ودقة تقارير النتائج.
ولتحقيق ذلك، يقدم إطار عمل الفكرة والتطوير والاستكشاف والتقييم والدراسة طويلة المدى مجموعة من التوصيات لتحسين قاعدة الإثبات من الأبحاث في كل مرحلة من مراحل الابتكار، على النحو المبين في الورقة البحثية الإبداعية المنشورة في مجلة ذا لانسيت (The Lancet) عام 2009م. وتشدد التوصيات على تقييم الإجراءات الجراحية الجديدة المستقبلية وإدخال المرضى والدراسات في السجلات وقواعد البيانات لتسجيل جميع حالات الإجراءات وتقارير النتائج بموجب البروتوكولات المعمول بها. وهذا هو الإطار الأول والوحيد من نوعه الخاص بـالممارسة المبنية على البراهين والذي تم وضعه خصيصًا للعمليات الجراحية والإجراءات التدخلية.

## خلفية تاريخية
كان إطار عمل الفكرة والتطوير والاستكشاف والتقييم والدراسة طويلة المدى نتاجًا لـإجماع مجموعة خبراء تمخض عن سلسلة اجتماعات تم عقدها في كلية باليول، جامعة أكسفورد من 2007م إلى 2009م. وعُرفت هذه المجموعة باسم مجموعة تعاون باليول. وكان الغرض من الاجتماعات هو مواجهة التحديات لإنشاء قاعدة أدلة مثلى في الجراحة، بما في ذلك التحديات العملية والمنهجية والأخلاقية. وتضمن الحضور في الاجتماع ("تعاون مجموعة إطار عمل الفكرة والتطوير والاستكشاف والتقييم والدراسة طويلة المدى") خبراء في الطب المبني على البراهين، ومنهم مؤسس مؤسسة كوكرين كوربوريشن (Cochrane Collaboration آيان تشالمرز (Iain Chalmers) وخبير الصحة العامة موير جراي (Muir Gray)والإحصائي ومؤسس مركز الإحصاءات الطبية في أكسفورد دوج ألتمان (Doug Altman) وباحثون سريريون ومتخصصو منهجيات والشركات المصنعة للأجهزة الطبية.

## الإطار والتوصيات
المراحل الخمس للإطار والتوصيات الخاصة بكل مرحلة هي كما يلي:

### المرحلة الأولى: الفكرة
- ينبغي الإبلاغ عن جميع الإجراءات الجديدة تلقائيًا
- ينبغي إنشاء سجل إلكتروني للإبلاغ عن الإجراءات
- يجب أن تتضمن التقارير الآثار السلبية

### المرحلة الثانية أ: التطوير
- ينبغي وضع بروتوكولات للدراسات الإنمائية المستقبلية
- يجب أن تشمل البروتوكولات تفاصيل حول اختيار المريض وأساليب العملية الجراحية والنتائج المحددة مسبقًا
- يجب إنشاء سجل خاص بهذه البروتوكولات
- ينبغي تجنب نشر الحالات الاستعادية
- إذا كانت هناك حاجة إلى نشر تسلسل الحالات الاستعادية، فيجب أن تشمل جميع المرضى على التوالي والتقيد بنموذج التقارير مثل STROBE

### المرحلة الثانية ب: الاستكشاف
- يجب إنشاء قاعدة بيانات للأبحاث المستقبلية
- يجب استخدام أساليب لتقييم منحنيات التعلم، مثل CUSUM
- يجب أن تكون التقارير مبنية على الأمراض أكثر من كونها مبنية على الإجراء
- يجب أن تكون إجراءات النتائج محددة سلفًا وتتضمن نتائج سريرية ونتائج مبنية على تقارير المرضى

### المرحلة الثالثة: التقييم
- يجب أن يكون تصميم الدراسة تجربة عشوائية، أو أحد البدائل المقبولة

### المرحلة الرابعة: الدراسة طويلة المدى
- يجب أن تتضمن التقارير النتائج الرئيسة والمعلومات ذات الصلة فقط
- عند مقارنة النتائج فيما بين مختلف الجراحين أو اختصاصي التدخل الجراحي والمؤسسات الطبية، يجب ضبط النتائج الخاصة بـالاعتلالات المشتركة للمريض ومنحنى التعلم للجراح أو اختصاصي التدخل الجراحي

## المقترحات
في المنشور الأصلي في مجلة ذا لانسيت، يحدد المؤلفون عددًا من المقترحات للأطراف المعنية الرئيسة في مجال إنشاء الأدلة الجراحية. ومن بين هؤلاء محرري المجلات وممولي الخدمات والبحوث والمنظمين والجمعيات المهنية.

## تعاون مجموعة إطار عمل IDEAL
يتألف التعاون الأصلي لإطار عمل IDEAL من الحاضرين في اجتماعات باليول. ويشمل الأعضاء اللاحقون أصحاب المصلحة الآخرين في مجال الجراحة المبنية على الأدلة والإجراءات التدخلية الجراحية. ويقود تعاون إطار عمل IDEAL الجراح والباحث في جامعة أكسفورد بيتر ماكلوتش (Peter McCulloch).

## الدور في تنظيم الأدلة
بينما كان الهدف من اجتماعات باليول الأولية هو تناول الابتكارات في مجال الجراحة والإجراءات التدخلية، فإنه سرعان ما أصبح واضحًا أن هناك أيضًا عجزًا في تقييم الأجهزة الطبية والغرسات المستخدمة في مثل هذه الإجراءات. في ديسمبر 2011م، أقام مركز الأجهزة والصحة الإشعاعية التابع لـإدارة الأغذية والأدوية الأمريكية ورشة عمل عامة حول استخدام إطار عمل IDEAL للمساعدة على إنشاء أدلة عالية الجودة بشأن الأجهزة والغرسات. وفي سبتمبر 2012م، نشرت إدارة الأغذية والأدوية إستراتيجيتها لتحسين المراقبة خلال فترة ما بعد التسويق مستندة بشكل جزئي إلى المناقشات التي جرت في إطار اجتماع إطار عمل IDEAL، بما في ذلك تعزيز إنشاء السجلات الخاصة بالأجهزة وتحسين تقييم الأدلة المنشورة بالفعل وتحسين التقارير الخاصة بالآثار السلبية.
وكتب المتعاونون في إطار عمل IDEAL العديد من المقالات الافتتاحية والتعليقات في مجلات مثل المجلة الطبية البريطانية (British Medical Journal) وذا لانسيت فيما يتعلق بتنظيم الأجهزة.

## وصلات خارجية
- The IDEAL Collaboration—The IDEAL Collaboration website, including key publications, background materials, blog and discussion forum